# Melanelia pseudoglabra
Melanelia pseudoglabra är en lavart som först beskrevs och senare fick sitt nu gällande namn av Theodor Lee Esslinger. 
Melanelia pseudoglabra ingår i släktet Melanelia och familjen Parmeliaceae.   Inga underarter finns listade i Catalogue of Life.